# Kostas Lagonidis
Kostas Lagonidis (né le 1er juillet 1965) est un footballeur international grec (5 sélections). Il jouait au milieu de terrain.
Il a joué au PAOK Salonique et à l'Iraklis Thessalonique. Il fait maintenant partie du staff d'entraîneurs du PAOK Salonique.